# محرك عمود دوران توربيني

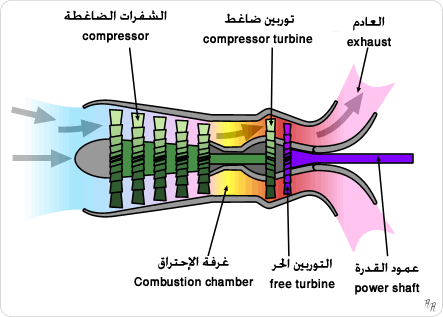
رسم تخطيطي يظهر كيفية عمل لمحرك عمود دوار مبسط. بكرة شفرات الضاغط compressor بالأخضر وتوربين القدرة الحر بالبنفسجي

محرك عمود دوران عنفي أو محرك عمود دوار توربيني (بالإنجليزية: turboshaft engine)‏ هو نموذج للتوربين الغازي الذي يستخدم بالصورة المثلى لإنتاج طاقة من عمود دوران بدلا من الضغط النفاث. أساسيات العمود الدوار هي مشابهة للتوربين النفاث فيما عدا المميزات السابقة الإضافية لتوسيع التوربين للحصول على طاقة حرارية من العادم وتحويلها إلى مصدر طاقة للعمود الدوار، بديهيا سيكون القليل من طاقة الدفع المتبقية بالعادم ويجب أن يكون التوربين القدرة power turbine حرا للعمل مهما كانت سرعة الحمل المطلوب.
الشكل العام لمحرك العمود الدوار مشابه لمحرك المروحة التوربينية, والاختلاف الأساسي هو أن الأخير ينتج دفع إضافي لدعم الدفع الناتج من عمود دوران المراوح. والاختلاف الآخر هو أن علبة التروس الموجودة بالعمود الدوار هو جزء من المركبة وليس جزء من المحرك مثال: علبة تروس المروحية. المفترض أن جميع محركات العمود الدوار لها توربين قدرة متحرر وهذا الشيء موجود حتى بالطرز الحديثة من محركات المروحة التوربينية. ومقارنة مع محرك مكبس مشابه بالقدرة فإن العمود الدوار يعتبر متراص وملموم وبالتالي خفيف الوزن.
عمود الدوران التوربيني اسم يستخدم بقوة بمحركات السفن والمروحيات والدبابات والقاطرات والحوامات وغيرها من تلك التي تستخدمه كمصدر ثابت للطاقة.
أول محرك عمود دوران توربيني حقيقي كان من صنع شركة المحركات الفرنسية توربوميكا بواسطة المخترع جوزيف زيدلوفيسكي. في عام1948 تم بناء أول محرك توربين فرنسي التصميم 100shp 782 . عام 1950 طور العمل لصنع محرك أكبر وسمي أرتوستي, وقد استخدم بقوة للمروحيات ايروسبسيال الوتي 11 وغيرها من المروحيات.
هناك جهود حثيثة تمت بالولايات المتحدة وبريطانيا لعمل تصاميم مشابهة. تابع انسيلم فرانز في الولايات المتحدة الأساسيات المبسطة بأعماله لتطوير محرك جومو jumo 004 الألماني, مما أنتج منها محرك تي53 عام 1953. ثم تي 55 الأضخم قليلا. ثم أنزلت جنرال إلكتريك مجموعة تي 58.
حاليا معظم المحركات جهزت بحيث تكون القدرة على الإقلاع منفصلة عن سرعة المحرك، باستخدام التوربين الحر، هذه الميزة لها فائدتان:
1- تجعل العمود الدوار أو المراوح للهليكوبتر تعمل بشكل مستمر وعلى أي سرعة دون الحاجة إلى التوربين الضاغط لتعشيقها.
2- تسمح للمحرك بأن ينقسم إلى قسمين,(القسم الحار )ويحتوي على كل مكونات المحرك الأساسية. وقسم القدرة على الإقلاع. هذا التوزيع تجعل الجزء الحار سهل الفك لعمل الصيانة دون الحاجة لفك المحرك بأكمله.
ذلك يؤدي إلى محركات أكبر حجما- مقارنة محركات برات & ويتني PT-6 مع محركات أنظمة جاريت على سبيل المثال- ولكن لنطاق السرعات التي تخدمها تلك المحركات فهو غير مهم. بالوقت الحاضر جميع محركات التوربين الصغيرة تأتي من نسخ عمود الدوران التوربيني ومحرك مروحة توربينية.